# 信息与教育交流法案
《1948年美国信息与教育交流法案》（Public Law 80-402）俗称《史密斯-蒙特法案》（英語：Smith–Mundt Act），其条款限制了美国国务院允许進行的政治宣传，亦即公共外交。该法案最初由众议员卡尔·蒙特在1945年12月的第79届国会上提出，随后获得第80届国会批准，并于1948年1月27日由杜鲁门总统签字生效。
该法案的最初目标是规范由国务院指导创作的，面向外国观众的广播节目。法案的规定之一是禁止此类节目在本土传播。《2013财政年度国防授权法案》第1078 (a)条修订了《1948年美国信息与教育交流法案》，允许由美国国务院和广播理事会创作的材料在美国境內发布并广泛传播。但是，第1078 (c)条依然保留了《1987年对外关系授权法案》的部分限制，“向国务院和广播理事会提供的资金不得用于影响美国境内的公众舆论。”

## 历史

### 法案的起源
最初的法案授权美国国务院可以通过广播、面对面接触、举行交流活动（包括教育、文化和技术活动）、出版图书和杂志以及运用其他沟通媒介与美国境外的受众交流。这些活动的资金来自美国国会通过的其他拨款法案。
该法案于1945年1月由共和党党员卡尔·蒙特在众议院外交委员会提出，几个月后在国务院的要求下进行修订。此时，法案不涉及广播业务。随后，国务院重新提出该法案，并因委员会主席索尔·布鲁姆得名《布鲁姆法案》，其目的是使十年前开始的各种信息和交流活动常态化。在杜鲁门总统解散美国战时情报局后，大量来自战时情报局的项目被转交给国务院，其中也包括1942年开播的、在当时还不出名的美国之音广播。1945年10月，《布鲁姆法案》经过修改后重新提出，囊括了大量来自战时情报局的项目，尤其是图书馆、图书出版、电影制作和巡回演讲。1945年12月，该法案以编号 H.R. 4982 重新提出。此前《布鲁姆法案》是修订1939年授权美国和菲律宾地区交流活动的法案，但这一次《布鲁姆法案》变成了独立的法案，并且囊括了电台活动。该法案最初只允许在北美，南美和美洲中部运作这些项目。在国务院的要求下，法案添加了“应在境外传播”的用词，以准许项目在全球传播。该法案会提供和平时期的新外交手段。

### 国会的担忧
对于授权国务院向美国公众传播信息和意识形态资料一事，国会持有很大的保留意见。关键问题在于如何监督国务院的活动，包括交流活动、在海外出版的图书、代表美国的艺术品和电台节目。《布鲁姆法案》（HR 4982）于1946年2月进入美国众议院规则委员会时，委员会主席尤金·考克斯告诉负责公共事务的助理国务卿威廉·本顿，12个委员会成员中有10人反对任何偏向于国务院的待遇，因为国务院的“亲俄政策和共产主义势力渗透”。众议院外交委员会一致认为该法案没有任何意义。考克斯告诉本顿，外交委员会是“由无用的、无能的国会议员组建的毫无价值的委员会，好似众议院的贫民窟。”
考克斯公开批评国务院“充满红色势力”，是“小镇上最差劲的皮囊”。人们认为《布鲁姆法案》复活了战时情报局，为此许多国会议员轻蔑的认为这是罗斯福新政的“僭越”。文化方面的内容受到了更大的蔑视，这使得威廉·本顿在创建“文化与公共事务办公室”一年后，将办公室更名为“公共事务办公室”。
其他批评也很强硬。众议院拨款委员会的少数派委员约翰·泰伯呼吁“清理”国务院的“一些人”，并“只保留那些忠于美国的人”。FBI也担忧，国家无法监督和控制交流活动的参与者。

### 讨论并通过
1946年7月，《布鲁姆法案》在众议院通过，但是在参议院被参议员罗伯特·阿方索·塔夫脱阻拦。塔夫脱在随后的演讲中说，他的理由是对政府日益增长的官僚主义的担忧。之后，在众议院复会后，塔夫脱转而支持该法案。
1947年3月21日，在珍珠港事件前持孤立主义观点的、前教师卡尔·蒙特提出了 H.R. 3342 法案。这是在他1945年1月提出的法案基础上改进的，前身是1943年3月在国务院要求下提出的法案。国务院的信息和交换活动仍在继续，即使没有国会授权。这些活动的授权来自国会的拨款法案。换言之，这些活动得以继续是因为有国会拨款。拨款行为意味着默许，但仍然缺乏实质性的授权。参议员亚历山大·史密斯（英語：H. Alexander Smith，新泽西州共和党）也是《蒙特法案》的联合发起者。提案的目标陈述中声称，重新提出该法案不是为了限制美国的整体信息活动，而是提升政府信息项目的质量。由于国务院承认，因人事和预算所限，其监管有所松懈，国会表示不满并削减了国家的信息预算。此时泰伯称，如果淘汰“不务正业、虚度光阴和无能的人”，他会批准向国际广播投入几百万美元。
一些重要的领导人前往众议院提供证言，以声援该法案。其中包括国务卿乔治·马歇尔、总参谋长德怀特·D·艾森豪威尔、副国务卿迪恩·艾奇逊、商务部长W·埃夫里尔·哈里曼（曾任驻苏联大使）和驻苏联大使沃尔特·比德尔·史密斯。他们一致同意，花费几百万援助和救济外国，却不解释美国的目的，会是“愚蠢”的。
国会通过该法案时，称“真相是一个强大的武器”。国会进一步发表六条准则要求，帮助法案成功付诸实现：传播事实；解释美国的动机；提振士气并传播希望；描绘真实和有说服力的美国生活、方法论和理想的图景；与误传和歪曲斗争；以及积极地解释和支持美国的外交政策。作为冷战时期的措施，其意图在于反击苏联和欧洲的共产主义组织的政治宣传。正如总统哈里·S·杜鲁门和德怀特·D·艾森豪威尔所言，法案的主要目的是参与全球的思想和意识争斗。
该法案迄今仍然是美国对外信息和国务院文化活动的基础。

### 冷战时期
1972年起，该法案允许发布面向境外观众的信息，但是禁止境内接触面向境外观众的信息。在此之前，美国国务院和1952年成立的美国新闻署禁止传播面向境外观众的信息，并明确表示国会、美国媒体和学术机构才能分发这些信息。
法案中的交换项目在二十世纪60年初期被称为蒙特交换项目，该项目作为福布莱特计划的补充，囊括了任何国家任何技能的交换。福布莱特计划由本顿命名，是1946年对1944年《剩余财产法》所进行的修订。福布莱特计划要求国务卿和美国财政部共同签字。在财政部证明，美国出售剩余战争装备并在当地仍有资金剩余后，可以资助学生和教师交换。《蒙特法案》使用国会拨款，不需要双方签字或其他证明。此外，蒙特交换项目可以资助教育家、学生、技工（从工业专家到污水处理工程师）、企业家、甚至用于帮助国家扩张和稳定的官员。
该法案在1972年和1985年的修正反映了冷战的进程的转变，从“思想和意志的斗争”（杜鲁门和艾森豪威尔总统的用词）到基于“传统外交”和导弹、轰炸机和坦克数量的權力平衡。因此，参议员J·威廉·福布莱特指出，美国的国际广播应该“进入冷战遗迹的坟墓”。将近十年后，参议员爱德华·佐林斯基（內布拉斯加州民主党）成功地阻止美国的纳税人接触美国新闻署的材料，即使拿出《信息自由法案》也不可以。他认为美国新闻署就像苏联的政治宣传机构。

## 条款
《史密斯－蒙特法案》有三点针对美国国务院的重要约束。
第一条，也是最出名的限制，是禁止在国内传播国务院面向外国观众发布的信息。该限制的原意是让国会、媒体和学术机构过滤国务院的对外信息。1967年，信息咨询委员会（后来改名公众外交咨询委员会）建议废除对国内发布信息的禁令，指出“法规没有明确禁止向美国观众传播美国新闻署的材料，只是一开始的保守策略变成了法规。”1972年，情况有所变化。参议员J·威廉·福布莱特（阿肯色州民主党）指出美国的国际广播应该“进入冷战遗迹的坟墓”，于是成功修订法案，任何节目在美国“不得传播”，材料只能给媒体、学术机构和国会并“仅供查证”（P.L. 95-352 Sec. 204）。1985年，参议员爱德华·佐林斯基（內布拉斯加州民主党）声称，如果美国新闻署的材料进入国内，这个机构就会变成苏联的政治宣传机构。法案的用词修改为“美国新闻署制作的节目材料不得在美国发布”（P.L. 99-93）。至少一家法院的解释认为，这一句意味着新闻署的材料不适用于《信息自由法案》。因此，法案在1990年再次修订，以允许节目资料在国外“初次传播12年后”在国内发布（P.L. 101-246 Sec 202）。
第二条和第三条更加吸引国会的兴趣，因为涉及政府影响境内观众一事。这些是在1946年1月由代表约翰·M·沃里斯（英語：John M. Vorys，俄亥俄州共和党）添加进《布鲁姆法案》（《史密斯－蒙特法案》前身），目的是“消除政治宣传的污名”并解决国会对授权信息活动的主要反对意见。这些条款一直没有修订，在实质上预防美国政府进行纳粹式的政治宣传或重启伍德罗·威尔逊总统的新闻委员会活动。修正案说，仅在需要帮助私人机构传播国际信息时才能进行信息活动，而且在此期间私人机构的领导人应当审阅并指导国务院的此类活动。
法案的第1437节要求，国务院应最大程度地发挥“私人机构”的作用。第1462节要求“在私营的信息传播已足够充分时，应削减政府的信息活动”，并禁止国务院垄断任何“信息媒介”（有先见之明的陈述）。在这些条款的共同作用下，法案不仅保护国内舆论免受政府操纵，而且创造了政府活动的“夕阳条款”。正如卡尔·蒙特（南达科他州共和党）和负责公共事务的助理国务卿威廉·本顿的明确声明：私人媒体发声时，政府媒体应当退出。

### 节录
501(a)条款（转自美国之音网站）提出
information produced by VOA for audiences outside the United States shall not be disseminated within the United States … but, on request, shall be available in the English language at VOA, at all reasonable times following its release as information abroad, for examination only by representatives of United States press associations, newspapers, magazines, radio systems, and stations, and by research students and scholars, and, on request, shall be made available for examination only to Members of Congress.

（美国之音为美国境外受众制作的信息不得在美国国内传播……但是，如有要求，美国之音可以在信息播出之后的合理时间，用英语形式给美国新闻协会的从业者、报纸、无线电系统和电台、以及学术人员的代表检查，也可以提供给国会议员查看。）
这意味着美国之音不得在美国国内广播。然而，任何有短波广播接收器和网络连接的美国人都能收到美国之音。这是只是偶然的。美国之音不能专为美国人直接或者有意提供节目。这一区别往往被看到法律条文但没有对媒体的真正理解的专家忽略。乔治·沃克·布什时期的国务院官员詹姆斯·格拉斯曼曾经呼吁美国之音直接为美国听众播送节目。

## 法案包含的实体
以下是由美国政府的下属部门广播理事会主管的：
- 美国之音，面向美国以外的受众的全球性广播、电视和互联网广播
- Alhurra，面向中东的卫星电视广播
- 法尔达电台，针对伊朗的广播电台
- 自由亚洲电台，亚洲的无线电和网络广播
- 自由欧洲电台／自由电台，基于欧洲和中东的广播网络
- 马蒂电台和马蒂电视台，古巴的无线电和电视网络广播
- 萨瓦电台，设在中东的广播电台

国务院也受《史密斯－蒙特法案》限制。其他政府部门则不受该法案限制。但是，美国国际开发署和千禧年挑战公司曾声称，他们不确定自己是否受到该法案限制。

## 近期解释
1998年，美国上诉法院的一项裁决指出，这份法案使得美国之音不需要根据《信息自由法》发布节目的文字记录。
法案没有禁止其他行政部门在境内发布信息，只针对国务院和广播理事会。正如1967年史丹顿委员会的报告所说，修订后的法案导致大多数美国纳税人不知道美国之音（及其后继机构）怎样运作，还有他们节目的内容是什么。法案隔绝了美国公众，避免他们成为政府资助的境外新闻和广播的受众。一些专家声称，美国是唯一这样做的工业化民主政体，并且这一行为让境外的观众产生不信任感，因为观众质疑美国观众无法阅读和收听相同材料的原因。然而，任何人都可以通过互联网获取美国之音在网站、广播和电视（美国之音现在越来越注重电视节目）上发表的节目和文章，包括英语和其他语言的内容。